# Choctaw (Oklahoma)
Choctaw ist eine US-amerikanische Stadt im Bundesstaat Oklahoma. Sie befindet sich im Oklahoma County und ist Teil der Metropolregion von Oklahoma City. Das U.S. Census Bureau hat bei der Volkszählung 2020 eine Einwohnerzahl von 12.182 ermittelt.

## Geschichte
Choctaw wurde 1890 eine Gemeinde, erhielt aber erst 1893 den Status einer Stadt, als ein Territorialgouverneur für Oklahoma ernannt wurde. Es feierte 1993 offiziell sein 100-jähriges Bestehen. 1950 lag Choctaw in einem landwirtschaftlichen Gebiet. In jenem Jahr gab es 355 Einwohner. Trotz ihres Namens hat die Stadt keine kulturellen, historischen oder staatlichen Bindungen zur Choctaw Nation of Oklahoma. Das Stammeshauptquartier und ihr Casino befinden sich im südöstlichen Teil des Staates in Durant und das Choctaw Capitol Building und das jährliche Labor Day Festival sind in Tuskahoma.
Bevor Choctaw gechartert wurde, umfasste das Gebiet einen Teil einer Ranch und war bekannt für einen Handelsposten und einen Campingplatz in der Nähe einer Quelle.
Eine Gemeinde entstand auf den östlichen 80 Acres (320.000 m²) Land, das John S. Muzzy im Landrun von 1889 beanspruchte, und erhielt Anfang 1890 eine postalische Bezeichnung.

## Demografie
Nach einer Schätzung von 2019 leben in Choctaw 21.278 Menschen. Die Bevölkerung teilte sich im selben Jahr auf in 85,5 % Weiße, 3,3 % Afroamerikaner, 3,4 % amerikanische Ureinwohner, 0,6 % Asiaten und 6,6 % mit zwei oder mehr Ethnizitäten. Hispanics oder Latinos aller Ethnien machten 4,4 % der Bevölkerung aus. Das mittlere Haushaltseinkommen lag bei 77.917 US-Dollar und die Armutsquote bei 5,4 %.
| Jahr | Einwohner¹ |
| ---- | ---------- |
| 1900 | 230        |
| 1950 | 355        |
| 1960 | 623        |
| 1970 | 4.750      |
| 1980 | 7.520      |
| 1990 | 8.545      |
| 2000 | 9.377      |
| 2010 | 11.146     |
| 2020 | 12.182     |

¹ 1900 – 2020: Volkszählungsergebnisse

## Kultur
In Choctaw wird jährlich ein Oktoberfest gefeiert. Dieses wird von einem ansässigen deutschen Lokal gemeinsam mit der Stadt sowie der lokalen Handelskammer zusammen organisiert, um ein mehrtägiges Oktoberfest mit deutschem Essen, Bier, Wein und Tanz zu veranstalten.

## Söhne und Töchter
- Ryan Merriman (* 1983), Schauspieler